# درة شاه نظر
درة شاه نظر هي قرية في مقاطعة أصفهان، إيران. يقدر عدد سكانها بـ 14 نسمة بحسب إحصاء 2016.